# 塞利娜·勒布伦
塞利娜·勒布伦（法語：Céline Lebrun，1976年8月25日—），法国女子柔道运动员。她曾代表法国参加2000年和2004年夏季奥林匹克运动会柔道比赛，其中2000年奥运会获得一枚银牌。